# Jurgis Juozapaitis
Jurgis Juozapaitis (* 29. Juni 1942 in Pykuoliai, Rajongemeinde Šiauliai) ist ein litauischer Komponist.

## Leben
Juozapaitis studierte bis 1968 am Litauischen Staatskonservatorium Komposition bei Julius Juzeliūnas. Von 1969 bis 1977 war er Tonmeister beim Litauischen Rundfunk und Fernsehen in Vilnius, danach arbeitete er als freischaffender Komponist. Von 1991 bis 1994 unterrichtete er an der Litauischen Musikakademie. Danach wirkte er als Vorsitzender des Musikfonds des Litauischen Komponistenverbandes, ab 1996 als Vorsitzender des Verbandes. Von 1998 bis 2000 lehrte er an der Chorschule „Liepaitės“ in Vilnius.
Für seine Vokalkompositionen wurde Jouzapaitis vielfach ausgezeichnet, u. a. fünfzehnmal mit dem Stasys-Šimkus-Preis. Für seine Sinfonie Rex erhielt er 1978 den Litauischen Staatspreis. 2002 wurde ihm der Litauische Nationalpreis verliehen. Mit dem Orchesterwerk Bokštų kontrapunktai gewann er 2004 den Internationalen Kompositionswettbewerb Sinfonia Baltica.

## Werke
- Rex, Sinfonie, 1973
- Marių paukštė, Oper, 1976
- Diptychon für Bläserquintett, 1977
- Mintis für Flöte und Klavier, 2000
- Solo contra tutti für Violine und Orchester, 2001
- Bokštų kontrapunktai, 2003
- Gerves für zwei Birbynėn und Akkordeon, 2006